# Эрнандес, Энтони (гибралтарский футболист)
Энтони Эрнандес (англ. Anthony Hernandez; 3 февраля 1995, Гибралтар) — гибралтарский футболист, полузащитник клуба «Европа» (Гибралтар) и сборной Гибралтара. Брат Эндрю Эрнандеса.

## Биография

### Клубная карьера
Профессиональную карьеру начал в сезоне 2013/2014 в фарм-клубе испанского «Кадиса», с которым провёл сезон в Терсере. Летом 2014 года перешёл в клуб чемпионата Гибралтара «Манчестер 62». Также провёл один сезон в «Гибралтар Юнайтед». В 2017 году подписал контракт с самым титулованным клубом Гибралтара «Линкольн Ред Импс».

### Карьера в сборной
За основную сборную Гибралтара дебютировал 1 марта 2014 года в товарищеском матче со сборной Фарерских островов, в котором вышел на замену на 72-й минуте вместо Риса Стича.
В 2015 году в составе сборной принимал участие в Островных играх, где команда не смогла даже выйти из группы.

#### Голы за сборную
| Гол | Дата        | соперник | Счёт | Результат | Турнир                            |
| --- | ----------- | -------- | ---- | --------- | --------------------------------- |
| 1   | 9 июня 2017 | Кипр     | 1-1  | 1-2       | Квалификация чемпионата мира 2018 |

## Достижения
«Линкольн»
- Чемпион Гибралтара (1): 2017/2018